# Elliott Tittensor
 (mars 2014).
Si vous disposez d'ouvrages ou d'articles de référence ou si vous connaissez des sites web de qualité traitant du thème abordé ici, merci de compléter l'article en donnant les références utiles à sa vérifiabilité et en les liant à la section « Notes et références ».
Elliott John Tittensor, né le 3 novembre 1989 à Heywood, Grand Manchester, en Angleterre, est un acteur britannique. Il est surtout connu pour son rôle de Carl Gallagher dans la série anglaise Shameless, diffusée de 2004 à 2013 sur Channel 4.

## Biographie
Elliott Tittensor est né le 3 novembre 1989 à Heywood, Grand Manchester, en Angleterre. Il a un frère jumeau Luke Tittensor, lui aussi acteur, avec qui il joue dans la série Brookside et dans la première saison de la série Shameless.

### Carrière
En 2003, Elliott Tittensor fait une brève apparition avec son frère jumeau Luke Tittensor dans la série Brookside. 
En 2004, il obtient le rôle de Carl Gallagher dans la série anglaise Shameless, qu'il partage alors avec son frère jumeau pendant la première saison, avant que ce dernier ne laisse tomber pour un autre rôle dans la série Emmerdale. Il apparaît ensuite dans un épisode de la mini-série Moving On, puis dans quelques épisodes de Affaires non classées. Il joue aussi dans un court-métrage Protect Me from What I Want, où il incarne un personnage gay. 
En 2010, il apparaît dans le clip Stay Too Long de Plan B, aux côtés de sa petite amie Kaya Scodelario. Il apparaît ensuite aussi dans le clip Charlie Brown de Coldplay.
En 2012, il obtient le rôle principal dans le film Spike Island de Mat Whitecross, où il interprète Tits, un jeune musicien qui fait tout pour se rendre au concert des Stone Roses.

### Vie privée
Il sortait avec l'actrice Kaya Scodelario depuis 2009. 
En 2010, il est impliqué dans un accident de voiture, où il aurait renversé un jeune homme de 18 ans avec une voiture non assurée. À la sortie de son procès, il est attaqué en pleine rue par un homme de 46 ans. En 2014, lui et Kaya ne sont plus ensemble.

## Filmographie

### Cinéma
| Année | Titre                       | Rôle          | Notes         |
| ----- | --------------------------- | ------------- | ------------- |
| 2009  | Protect Me from What I Want | Daz           | Court-métrage |
| 2012  | Spike Island                | Tits          |               |
| 2013  | Le Géant égoïste            | Martin Fenton |               |
| 2013  | Charlie Says                | Luke          | Court-métrage |
| 2014  | Slap                        | Archie        | Court-métrage |
| 2015  | North v South               | Terry Singer  |               |
| 2016  | Edith                       | jeune Jake    | Court-métrage |
| 2017  | Dunkerque                   | Highlander 2  |               |

### Télévision
| Année     | Titre                 | Rôle           | Notes                       |
| --------- | --------------------- | -------------- | --------------------------- |
| 2004–2013 | Shameless             | Carl Gallagher | Série (personnage régulier) |
| 2007      | True Dare Kiss        | JJ             | Série (4 épisodes)          |
| 2009      | Moving On             | Jacko          | Série (1 épisode)           |
| 2010      | Affaires non classées | Scott Weston   | Série (2 épisodes)          |
| 2014      | Chasing Shadows       | John Meadows   | Mini-série (2 épisodes)     |
| 2015      | Reg                   | Richard Keys   | Téléfilm                    |